# Erik Thommesen
Erik Thommesen, född 15 februari 1916 i Köpenhamn, död 22 augusti 2008, var en dansk skulptör.
Erik Thommesen studerade zoologi vid Köpenhamns universitet, men utbildade sig i skulptur på egen hand. Han började måla och teckna 1936 och gjorde sin första skulptur 1937. Han arbetade senare framför allt i trä. Han var knuten till konstnärsgruppen Høstudstillingen 1947-49. Han var i många år medlen i Cobra-konstnärsgruppen och deltog 1949  och 1951 i Cobra-utställningarna i Amsterdam.
Tillsammans med Ejler Bille grundade han därefter 1951 gruppen Martsudstillingen, som hade en inriktning på mer traditionell konst och som han var medlem i 1951-82.
Erik Thommesen var gift med textilkonstnären Anna Thommesen (1908-2004). Han fick 1965 Eckersbergmedaljen, 1972 Thorvaldsenmedaljen och 1983 Prins Eugen-medaljen.
| ”                | Alle Erik Thommesen skulpturer handler om mennesket. Det er forsøg på at finde de mest udtryksfulde måder at gengive mennesket på og hvordan de former forholder sig til omgivelserne. I 1962 beskrev han sit arbejde: ”Portrættet, hovedet, det stående menneske; mand og kvinde, moder med barn – eller måske snarere dette legemes forhold til rummet omkring”. Men en skulptur er ikke kun et motiv for Erik Thommesen; skulpturerne handler også om ”den ejendommelige modsætningsfyldte rytmik man kan kalde formens rummelighed, som på en gang ligger i afgrænsningen og i sammensmeltningen”. ...Inspiration til sine figurer har Erik Thommesen blandt andet hentet i afrikansk kunst, der har en lang tradition for at afbilde menneskefigurer i et forenklet symbolladet formsprog. Ligesom i den afrikanske folkeskulptur er den oprejste træstamme både inspiration og udgangspunkt for, hvordan det færdig værk kan blive. De afrikanske figurer har samtidig en rytme, som Erik Thommesen kan bruge i sine værker. Fra den europæiske kunst har især den danske billedhugger Astrid Noack haft stor betydning, ligesom Picassos og Matisses værker har været inspirerende. | „ |
| – Iben Overgaard | |   |

## Offentliga verk i urval
- Mand, brons, 1974, framför Holstebro Kunstmuseum i Holstebro